# Tom și Jerry (film din 2021)
Tom și Jerry (titlu original: Tom & Jerry) este un film de animație și comedie din anul 2021 produs de studioul Warner Animation Group, Este regizat și scris de Tim Story. Vocile sunt asigurate de Chloë Grace Moretz și Michael Peña.

## Povestea
Tom and Jerry, în regia lui Tim Story, începe când Jerry se mută în cel mai luxos hotel din New York în ajunul „nunții secolului”, forțând planificatorul disperat al evenimentului, pe tânăra Kayla, să-l angajeze pe Tom pentru a scăpa de șoricel. Lupta care urmează amenință să distrugă cariera ei, nunta și, în consecință, hotelul în sine. Dar în curând apare o problemă și mai mare: un angajat diabolic și ambițios conspiră împotriva celor trei.
Un amestec de animație clasică și acțiune live, noua aventură pe marele ecran a lui Tom și Jerry aduce personajele legendare pe un teren nou și le obligă să facă ceva de neimaginat: să lucreze împreună pentru a se salva.

## Distribuție
- Chloë Grace Moretz - Kayla Montgomery
- Michael Peña - Terrance
- Colin Jost - Dwayne
- Rob Delaney - Mr. DuBros
- Ken Jeong - Jackie
- Pallavi Sharda - Preeta
- Jordan Bolger - Cameron
- Patsy Ferran - Patrick
- William Hanna, Mel Blanc, June Foray și Frank Welker - Tom și Jerry
- Nicky Jam - Butch